# 三木健 (サッカー選手)
三木 健（みき たけし、1986年4月8日 - ）は、東京都三鷹市出身のサッカー選手。ポジションはMF。
日本人初のプレミイェル・リーガ（ボスニア・ヘルツェゴビナ）の在籍プレイヤー。

## 来歴
大学のサッカー部には入部せずに青梅FCに入団し、同チーム在籍中の2008年6月から半年間イギリスへサッカー留学に行った経験がある。
2009年、アルビレックス新潟シンガポールのテストに合格し、移籍。
2010年3月23日、タイのロッブリーFCに移籍。
2012年以降所属クラブがなく浪人状態であったが、2014年に2年のブランクを経て、クロアチア3部リーグ、3. HNLのNKストゥープニックと契約。
2020年12月2日、タイ・リーグ3のワットボート・シティFCと契約。2021年8月5日に同クラブとの契約を更新。

## 所属クラブ
- バディーSC
- 東京都立三鷹高等学校
- 2005年 - 2008年  青梅FC（中央大学）
  - 2008年7月 - 12月  ボレアム・ウッドFC
- 2009年  アルビレックス新潟シンガポール
- 2010年2月 - 6月  ロッブリーFC
- 2010年7月 - 2011年2月  スパンブリーFC
- 2011年3月 - 7月   青梅FC
- 2011年9月 - 2012年3月  FCウニス・ボゴスチャ（クロアチア語版）
- 2012年3月 - 5月  FKスロボダ・トゥズラ
- 2014年 - 2015年  NKストゥープニック（クロアチア語版）
- 2015年 - 2017年  HNKヴァル・カステル・スタリ（クロアチア語版）
- 2017年  NKクルカ
- 2017年 - 2018年  NKドゥゴ・セロ（英語版）
- 2018年 - 2019年  FCシュタール・ブランデンブルク（英語版）
- 2020年  パトゥムターニー・ユニバーシティFC（英語版）
- 2020年 - 2022年  ワットボート・シティFC（英語版）
- 2022年  ムアン・トラン・ユナイテッド
- 2023年 -  ヴィエンチャンFC